# Kaub
Kaub (phát âm cũ: Caub) là một đô thị ở huyện Rhein-Lahn, bang Rheinland-Pfalz, in phía tây nước Đức.

## Notes and chú thích
1. ↑   Statistisches Landesamt Rheinland-Pfalz – Bevölkerungsstand 2020, Kreise, Gemeinden, Verbandsgemeinden (Hilfe dazu).

- Picture of Pfalzgrafenstein, J.F. Dielmann, A. Fay, J. Becker (painter): F.C. Vogels Panorama des Rheins, Bilder des rechten und linken Rheinufers, Lithographische Anstalt F.C. Vogel, Frankfurt 1833
- Picture of Kaub, J.F. Dielmann, A. Fay, J. Becker (painter): F.C. Vogels Panorama des Rheins, Bilder des rechten und linken Rheinufers, Lithographische Anstalt F.C. Vogel, Frankfurt 1833
- Picture 2 of Kaub, J.F. Dielmann, A. Fay, J. Becker (painter): F.C. Vogels Panorama des Rheins, Bilder des rechten und linken Rheinufers, Lithographische Anstalt F.C. Vogel, Frankfurt 1833